# Save the Last Dance 2
Save the Last Dance 2 (eerder bekend als Steppin' Up: Save the Last Dance 2) is een direct-naar-video vervolg uit 2006 op de film Save the Last Dance uit 2001. De film werd op 10 oktober 2006 uitgegeven door Paramount Home Entertainment en MTV. Hoewel er sommige terugkerende personages in de film voorkomen, speelt er niemand van de originele cast mee. De rol van Sara wordt vertolkt door Izabella Miko. Daarnaast hebben R&B zangers  Ne-Yo en Ray J beide een rol in de film.

## Verhaal
De film vertelt opnieuw het verhaal van Sara (nu gespeeld door Izabella Miko) die als een student verbonden is aan de Juilliard School. Als haar danslerares Monique Delacroix een grote ster van haar wil maken, krijgt ze het moeilijk: ze moet kiezen tussen haar liefde voor het traditionele, klassieke ballet en haar passie voor de streetdance en hip-hop, waarbij ze haar nieuwe liefde Miles (Columbus Short) ontmoet.
Hoewel ze twijfelt tussen het ruige hip-hop en de fatsoenlijke wereld van ballet, beseft ze dat ze alleen een goede toekomst tegemoet kan gaan als ze vertrouwen heeft in zichzelf. Het maakt hiervoor niet uit welke weg ze inslaat.

## Rolverdeling
| Acteur            | Personage                      |
| ----------------- | ------------------------------ |
| Hoofdrollen       |                                |
| Izabella Miko     | Sara Johnson                   |
| Columbus Short    | Miles Sultana                  |
| Bijrollen         |                                |
| Jacqueline Bisset | Monique Delacroix              |
| Aubrey Dollar     | Zoe                            |
| Ne-Yo             | Mixx                           |
| Ray J             | Savion "DJ Scientific"" Gibson |

## Ontvangst
- Hoewel de meningen verdeeld zijn, wordt de film over het algemeen als een kopie van de eerste film beschouwd. Save the Last Dance 2 gaat nagenoeg over dezelfde personen: een blanke balletdanseres die een zwarte hip-hopper ontmoet en die hetzelfde meemaken als in Save the Last Dance.
- Op Rotten Tomatoes wordt gemeld dat de dansscènes goed en verrassend zijn. Toch wordt ook hier gesproken over een "kopie van de eerste film".